# Actia lamia
Actia lamia là một loài ruồi trong họ Tachinidae.